# Björnekulla-Västra Broby församling
Björnekulla-Västra Broby församling är en församling i Luggude-Åsbo kontrakt i Lunds stift. Församlingen ligger i Åstorps kommun i Skåne län och utgör ett eget pastorat.

## Administrativ historik
Församlingen bildades 2002 genom sammanslagning av Björnekulla församling och Västra Broby församling och utgör sedan dess ett eget pastorat.

## Kyrkor
- Björnekulla kyrka
- Hyllinge småkyrka
- Västra Broby kyrka